# Liste des titres musicaux numéro un en France en 1989
Cette page liste les singles et les albums classés numéro un des ventes de disques en France par le Syndicat national de l'édition phonographique pour l'année 1989.
Le classement des singles (Top 50) est hebdomadaire, celui des albums (Top 30) est bimensuel.

## Classement des singles
| Semaine | Sortie       | Artiste                             | Titre                    | Certification |
| ------- | ------------ | ----------------------------------- | ------------------------ | ------------- |
| 1       | 7 janvier    | David Hallyday                      | High                     | —             |
| 2       | 14 janvier   | David Hallyday                      | High                     | —             |
| 3       | 21 janvier   | David Hallyday                      | High                     | —             |
| 4       | 28 janvier   | David Hallyday                      | High                     | —             |
| 5       | 4 février    | David Hallyday                      | High                     | —             |
| 6       | 11 février   | Charles Aznavour et divers artistes | Pour toi Arménie         | Platine       |
| 7       | 18 février   | Charles Aznavour et divers artistes | Pour toi Arménie         | Platine       |
| 8       | 25 février   | Charles Aznavour et divers artistes | Pour toi Arménie         | Platine       |
| 9       | 4 mars       | Charles Aznavour et divers artistes | Pour toi Arménie         | Platine       |
| 10      | 11 mars      | Charles Aznavour et divers artistes | Pour toi Arménie         | Platine       |
| 11      | 18 mars      | Charles Aznavour et divers artistes | Pour toi Arménie         | Platine       |
| 12      | 25 mars      | Charles Aznavour et divers artistes | Pour toi Arménie         | Platine       |
| 13      | 1er avril    | Charles Aznavour et divers artistes | Pour toi Arménie         | Platine       |
| 14      | 8 avril      | Charles Aznavour et divers artistes | Pour toi Arménie         | Platine       |
| 15      | 15 avril     | Charles Aznavour et divers artistes | Pour toi Arménie         | Platine       |
| 16      | 22 avril     | Boney M                             | Megamix                  | Or            |
| 17      | 29 avril     | Boney M                             | Megamix                  | Or            |
| 18      | 6 mai        | Boney M                             | Megamix                  | Or            |
| 19      | 13 mai       | Boney M                             | Megamix                  | Or            |
| 20      | 20 mai       | Boney M                             | Megamix                  | Or            |
| 21      | 27 mai       | Boney M                             | Megamix                  | Or            |
| 22      | 3 juin       | Avalanche                           | Johnny, Johnny Come Home | Or            |
| 23      | 10 juin      | Avalanche                           | Johnny, Johnny Come Home | Or            |
| 24      | 17 juin      | Avalanche                           | Johnny, Johnny Come Home | Or            |
| 25      | 24 juin      | Avalanche                           | Johnny, Johnny Come Home | Or            |
| 26      | 1er juillet  | Avalanche                           | Johnny, Johnny Come Home | Or            |
| 27      | 8 juillet    | Avalanche                           | Johnny, Johnny Come Home | Or            |
| 28      | 15 juillet   | Avalanche                           | Johnny, Johnny Come Home | Or            |
| 29      | 22 juillet   | Avalanche                           | Johnny, Johnny Come Home | Or            |
| 30      | 29 juillet   | Kaoma                               | Lambada                  | Platine       |
| 31      | 5 août       | Kaoma                               | Lambada                  | Platine       |
| 32      | 12 août      | Kaoma                               | Lambada                  | Platine       |
| 33      | 19 août      | Kaoma                               | Lambada                  | Platine       |
| 34      | 26 août      | Kaoma                               | Lambada                  | Platine       |
| 35      | 2 septembre  | Kaoma                               | Lambada                  | Platine       |
| 36      | 9 septembre  | Kaoma                               | Lambada                  | Platine       |
| 37      | 16 septembre | Kaoma                               | Lambada                  | Platine       |
| 38      | 23 septembre | Kaoma                               | Lambada                  | Platine       |
| 39      | 30 septembre | Kaoma                               | Lambada                  | Platine       |
| 40      | 7 octobre    | Kaoma                               | Lambada                  | Platine       |
| 41      | 14 octobre   | Kaoma                               | Lambada                  | Platine       |
| 42      | 21 octobre   | Philippe Lafontaine                 | Cœur de loup             | Or            |
| 43      | 28 octobre   | Philippe Lafontaine                 | Cœur de loup             | Or            |
| 44      | 4 novembre   | Jive Bunny and The Mastermixers     | Swing the Mood           | Or            |
| 45      | 11 novembre  | Jive Bunny and The Mastermixers     | Swing the Mood           | Or            |
| 46      | 18 novembre  | Jive Bunny and The Mastermixers     | Swing the Mood           | Or            |
| 47      | 25 novembre  | Jive Bunny and The Mastermixers     | Swing the Mood           | Or            |
| 48      | 2 décembre   | Jive Bunny and The Mastermixers     | Swing the Mood           | Or            |
| 49      | 9 décembre   | Roch Voisine                        | Hélène                   | Platine       |
| 50      | 16 décembre  | Roch Voisine                        | Hélène                   | Platine       |
| 51      | 23 décembre  | Roch Voisine                        | Hélène                   | Platine       |
| 52      | 30 décembre  | Roch Voisine                        | Hélène                   | Platine       |

## Classement des albums
| Semaines | Sortie       | Artiste              | Titre                 |
| -------- | ------------ | -------------------- | --------------------- |
| 1 2      | 6 janvier    | Dire Straits         | Money for Nothing     |
| 3 4      | 20 janvier   | Dire Straits         | Money for Nothing     |
| 5 6      | 3 février    | Dire Straits         | Money for Nothing     |
| 7 8      | 17 février   | Dire Straits         | Money for Nothing     |
| 9 10     | 2 mars       | Jeanne Mas           | Les Crises de l'âme   |
| 11 12    | 16 mars      | Jeanne Mas           | Les Crises de l'âme   |
| 13 14    | 30 mars      | Madonna              | Like a Prayer         |
| 15 16    | 13 avril     | Madonna              | Like a Prayer         |
| 17 18    | 27 avril     | Madonna              | Like a Prayer         |
| 19 20    | 11 mai       | Madonna              | Like a Prayer         |
| 21 22    | 25 mai       | Jean-Jacques Goldman | Traces                |
| 23 24    | 8 juin       | Simple Minds         | Street Fighting Years |
| 25 26    | 22 juin      | Johnny Hallyday      | Cadillac              |
| 27 28    | 8 juillet    | Johnny Hallyday      | Cadillac              |
| 29 30    | 20 juillet   | Johnny Hallyday      | Cadillac              |
| 31 32    | 3 août       | Johnny Hallyday      | Cadillac              |
| 33 34    | 17 août      | Prince               | Batman                |
| 35 36    | 31 août      | Prince               | Batman                |
| 37 38    | 14 septembre | Prince               | Batman                |
| 39 40    | 28 septembre | Francis Cabrel       | Sarbacane             |
| 41 42    | 12 octobre   | Francis Cabrel       | Sarbacane             |
| 43 44    | 26 octobre   | Francis Cabrel       | Sarbacane             |
| 45 46    | 8 novembre   | Francis Cabrel       | Sarbacane             |
| 47 48    | 23 novembre  | Francis Cabrel       | Sarbacane             |
| 49 50    | 7 décembre   | Phil Collins         | ...But Seriously      |
| 51 52    | 21 décembre  | Phil Collins         | ...But Seriously      |